# Karaibska Republika Żeglarska
Karaibska Republika Żeglarska (Republica Caribena de los Marineros) – organizacja polonijna założona 17 kwietnia 1995 roku na wyspie Sandy Cay w archipelagu Bahamów przez uczestników rejsu jachtu Solidarity. Istniała do roku 2007, a próby odtworzenia jej działalności trwały do roku 2010.
„Obywatelami” republiki byli aktorzy, reżyserzy, podróżnicy i żeglarze, jak np. Bogusław Linda, Marek Kondrat, Filip Bajon, Marek Kamiński, Zbigniew Zamachowski, Roman Paszke, Wojciech Malajkat i inni liczni żeglarze z Polski, Stanów Zjednoczonych i Kanady. 
Organizacja miała propagować żeglarstwo, zwłaszcza w basenie Morza Karaibskiego, a promocję w latach 1996-2003 zapewniały jej Wielkie Bankiety KRŻ i festiwale organizowane w Chicago lub w Kołobrzegu.
Od 1998 roku „dożywotni prezydent” Andrzej W. Piotrowski był w posiadaniu jachtu Gemini, który – jako pierwszy jacht regatowy z Polski uczestniczył w 1999 w regatach śródlądowych Chicago-Mackinac. W 2003 polski jacht regatowy s/y Lighting (skiper: Krzysztof Kamiński) wygrał regaty Chicago-Mackinac w klasie open.
W latach 2006–2007 Karaibska Republika Żeglarska zorganizowała rejsy do Polinezji Francuskiej i wysp archipelagu Tonga. Zbudowany we Francji katamaran SY Catana 48 odwiedził między innymi Tahiti, Bora-Bora i Markizy.